# Ismael Urtubi
Ismael Urtubi Arostegi, exjugador y entrenador de Musques (Vizcaya), nacido el 24 de mayo de 1961 en Baracaldo, que jugó en el Athletic Club.
Urtubi era un jugador fuerte, rápido, potente y, además, bien dotado técnicamente, que disponía de una pierna izquierda excepcional. Su zurda daba, tanto a balón parado como en jugada, centros medidos a sus compañeros rematadores y, además, ejecutaba eficaces lanzamientos de faltas directas. También fue un gran lanzador de penaltis con sus lanzamientos de penalti lanzados a lo “Neeskens”. La afición de San Mamés recuerda a Urtubi como un talentoso centrocampista izquierdo que lucía el dorsal número diez de una alineación legendaria, la del doblete liguero.

## Trayectoria

### Inicios como futbolista
Se formó en las categorías inferiores del Athletic Club. Debutó con el Athletic Club, siendo jugador del Bilbao Athletic, el 2 de noviembre de 1980 ante el Sporting de Gijón (1-1).  
Tuvo que emigrar a las Islas Baleares para cumplir, en aquella época, el servicio militar obligatorio. Recaló cedido en el Real Mallorca, entonces en Segunda División. Lucien Müller, entrenador mallorquinista, no contaba con el jugador. Iñaki Sáez, coordinador de Lezama, le comentó a Muller que estaba desaprovechando a un gran jugador. Urtubi acabó la temporada 1981-82 cedido en el Margaritense, débil equipo que estaba luchando en la Tercera División balear por evitar el descenso.

### Llegada al equipo de Clemente (1982)
Ismael Urtubi, tras su periplo en tierras insulares, retornó a Bilbao para instalarse en la primera plantilla del Athletic Club en 1982. Clemente no dudó en darle la titularidad a “el jabalí” ya que era un jugador con talento, disciplinado, luchador y goleador. El Athletic se proclamó campeón de liga tras veintisiete años desde la consecución de su último título, y Urtubi acabó siendo la revelación de la Liga española. La temporada siguiente, la 1983-84, el Athletic repitió el título ligero, siendo Urtubi de nuevo uno de los máximos goleadores al marcar seis tantos y, además, conquistó el título de Copa.
En la temporada 1984-85 le llegó la oportunidad de debutar con la selección española gracias a sus buenas actuaciones con el club vasco. Esa misma temporada el Athletic perdía la final de la Copa del Rey ante el Atlético de Madrid por dos goles a uno. Urtubi se convirtió en el protagonista de la jugada polémica del partido que permitió abrir el marcador a un conjunto madrileño ausente hasta ese momento. En el ecuador del primer tiempo, el árbitro Miguel Pérez interpretó como penalti el gesto de Urtubi de elevar los brazos para proteger la portería. Urtubi cubría el palo trasero de Zubizarreta en un córner botado por Landáburu. El balón pegó en el travesaño pero el árbitro señaló el punto de penalti por manos de Urtubi. En la temporada 1985-86, la temporada del adiós de Javier Clemente. El Athletic acabó tercero en Liga y alcanzó las semifinales en la Copa del Rey. Urtubi marcó en la competición liguera cinco goles, todos ellos de penalti. Incluso erró, algo hasta entonces inaudito en él, uno frente al Hércules al mandar el balón al travesaño.

### Transición y llegada de Kendall
Tras la interinidad de Iñaki Sáez en las postrimerías de la Liga y la Copa, tras el cese de Clemente, en la temporada 1986-87 se hacía cargo del banquillo bilbaíno una leyenda del Athletic y del fútbol español: José Ángel Iribar. Después de una temporada negativa, en 1987, se hizo cargo de los leones de San Mamés el inglés Howard Kendall, quien venía de ganar la Premier League con el Everton. “Itubi”, tal como lo llamaba el simpático míster británico, volvió a ser un jugador destacado. Pese a que jugó varios partidos como mediocampista izquierdo e incluso como interior zurdo, Kendall le hizo amoldarse al puesto de carrilero izquierdo en una defensa de cinco. Su rendimiento fue notable, y Kendall en varias ocasiones insinuó públicamente, de modo educado, que Ismael Urtubi debía retornar a la selección española. El equipo acabó la liga 87-88 en una meritoria cuarta posición, que permitiría a los leones retornar a Europa a través de la Copa de la UEFA.

### Etapa final marcada por las graves lesiones (1989)
En febrero de 1989, con veintisiete años, sufrió una gravísima lesión en un partido de Copa del Rey frente al Real Valladolid. El diagnóstico médico era que sufría la temida tríada: rotura del menisco externo e interno, y del ligamento cruzado posterior de la rodilla izquierda. Pese a la gravedad de la lesión, se recuperó en un tiempo récord para la época. En agosto de ese mismo año, es decir, cinco meses después, ya estaba ejercitándose con el resto de compañeros en la pretemporada de Lezama. Sin embargo, la mala suerte volvió a interponerse en el camino. El “jabalí" sufrió, de modo fortuito, un esguince en la rodilla curada y tardó varios meses en recuperarse. En la temporada 1989-90, tras el cese de Kendall, no participó en ningún partido oficial del equipo dirigido por Txetxu Rojo. El técnico le había indicado que debía jugar con el Bilbao Athletic, algo a lo que Ismael se negó. 
En la temporada 1990-91, con el regreso de Clemente, volvió a jugar partidos oficiales tras año y medio sin hacerlo. El 16 de marzo, en el último partido antes del cese de Clemente, Urtubi jugó su último partido en Liga con el club bilbaíno. En el global de la temporada, Urtubi jugó once partidos. 
En la temporada 1991-92, solamente jugó un partido oficial, en concreto, la ida de una eliminatoria de Copa frente al Deportivo Alavés en Mendizorroza. El partido terminó en tablas a un gol. Urtubi marcó de penalti el tanto del Athletic. Detrás de sí, dejaba 278 partidos oficiales como rojiblanco y 37 goles.
Tras su adiós del Athletic Club, Urtubi jugó un par de años en el Balmaseda de la Tercera División, donde coincidió con su hermano, y se despidió del fútbol como jugador en el Zalla, con 34 años.

### Vida tras la retirada
Después de su retirada como futbolista se sacó el título de entrenador nacional. Durante la temporada 2005-2006 fichó como entrenador por el Club Deportivo Mirandés en Tercera División. También entrenó en las categorías inferiores del Athletic Club y al Zalla en distintas etapas, la última en 2011.

## Selección nacional
El 14 de noviembre de 1984.debutó como jugador de la selección española en un partido clasificatorio para el Mundial de 1986 (derrota 3-1 ante Escocia). El 23 de enero de 1985 jugó su segundo y último partido en una victoria ante Finlandia.

## Clubes
| Club            | País   | Año       |
| --------------- | ------ | --------- |
| Bilbao Athletic | España | 1977-1981 |
| RCD Mallorca    | España | 1981-1982 |
| Margaritense    | España | 1982      |
| Athletic Club   | España | 1982-1992 |
| SD Balmaseda    | España | 1992-1994 |
| Zalla           | España | 1994-1995 |

## Palmarés
| Título              | Club          | País   | Año  |
| ------------------- | ------------- | ------ | ---- |
| Liga española       | Athletic Club | España | 1983 |
| Liga española       | Athletic Club | España | 1984 |
| Copa del Rey        | Athletic Club | España | 1984 |
| Supercopa de España | Athletic Club | España | 1984 |